# DEEWEE Foundations
DEEWEE Foundations is het eerste compilatieabum van het Belgische platenlabel DEEWEE dat in 2015 werd opgestart door de gebroeders David en Stephen Dewaele van de Belgische band Soulwax. Het album werd uitgebracht op 7 mei 2021 ter ere van hun 50ste release op het platenlabel en hun vijfjarig bestaan.
Op de tracklist zijn 27 nummers terug te vinden, waaronder nummers van o.a. Charlotte Adigéry, James Righton, Die Verboten, Asa Moto en Soulwax zelf.
Alle nummers op DEEWEE Foundations werden gemaakt in de DEEWEE studio in Gent. De compilatie werd genummerd als DEEWEE050.

## Tracklist
Op de tracklist waren drie niet eerder uitgebrachte nummers terug te vinden: Bear With Me (And I’ll Stand Bare Before You) van Charlotte Adigéry, de debuutsingle Leave van Movulango (alter ego van Mozes Mosuse, zoon van Ronny Mosuse) en Release Party van James Righton (ex-lid van de Britse band Klaxons).
In een interview met het Amerikaanse magazine Flaunt vertelt David Dewaele dat de nummers zo werden opgesteld dat het album begint met het nummer met de laagste BPM en eindigt met de hoogste BPM.

| 1.                   | Charlotte Adigéry - Bear With Me (And I'll Stand Bare Before You) | 4:28 |
| 2.                   | Laima – Disco Pregnancy                                           | 3:38 |
| 3.                   | Each Other – Burn It Down                                         | 4:13 |
| 4.                   | Bolis Pupul – Moon Theme                                          | 4:35 |
| 5.                   | James Righton – Release Party                                     | 4:20 |
| 6.                   | Die Verboten – Aquarius                                           | 6:35 |
| 7.                   | Soulwax feat. Chloë Sevigny – Heaven Scent                        | 3:56 |
| 8.                   | EMS Synthi 100 – Movement 6                                       | 6:35 |
| 9.                   | Soulwax – Conditions Of A Shared Belief                           | 3:34 |
| 10.                  | Soulwax – Close To Paradise                                       | 7:07 |
| 11.                  | Asa Moto – Kifesh                                                 | 3:50 |
| 12.                  | Laila – The Other Me                                              | 4:44 |
| 13.                  | Asa Moto – Wanowan efem                                           | 3:52 |
| 14.                  | Charlotte Adigéry – Paténipat                                     | 4:14 |
| 15.                  | Klanken – Drie                                                    | 3:56 |
| 16.                  | Phillipi – 9000                                                   | 5:18 |
| 17.                  | Movulango – Leave                                                 | 2:49 |
| 18.                  | Laima – Home                                                      | 3:00 |
| 19.                  | Emmanuelle – Italove                                              | 5:19 |
| 20.                  | Sworn Virgins – Take Your Lady                                    | 5:06 |
| 21.                  | Phillipi & Rodrigo – Paciencia                                    | 4:00 |
| 22.                  | Extra Credit – Drive Me                                           | 7:00 |
| 23.                  | Bolis Pupul – Wéi?                                                | 4:19 |
| 24.                  | Soulwax – Essential Eleven                                        | 3:13 |
| 25.                  | Sworn Virgins – Fifty Dollar Bills                                | 4:04 |
| 26.                  | Phillipi & Rodrigo – Retrogrado                                   | 4:06 |
| 27.                  | Future Sound Of Antwerp – Tom Cruise, Scientologist               | 4:41 |
| Totale duur: 1:59:53 |                                                                   |      |